# Thalamonyx danae
Thalamonyx danae is een krabbensoort uit de familie van de Portunidae. De wetenschappelijke naam van de soort is voor het eerst geldig gepubliceerd in 1869 door A Milne-Edwards.